# Yundi Li
Yundi Li  (Chongqing, Kina, 7. listopada 1982.) kineski je pijanist.
Proslavio se kao najmlađi pijanist koji je osvojio prvu nagradu na Međunarodno pijanističko natjecanje Frédéric Chopin. Bilo je to 2000. godine kada je imao osamnaest godina. Također je 2015. godine bio najmlađi član žirija Chopinova natjecanja.
Yundi Li posebno je poznat po interpretacijama Chopina i Liszta. Mnogi ga također smatraju majstorom za izvedbe Chopina.

## Vanjske poveznice
|  | Zajednički poslužitelj ima još gradiva o temi Yundi Li |

- Yundi Li na YouTubeu
- Yundi Li na Facebooku
- Yundi Li na Instagramu